# 皮科將軍鎮
皮科將軍鎮（西班牙語：General Pico）是阿根廷拉潘帕省的城市，位於該國中部，始建於1905年11月11日，面積2,555平方公里，海拔高度143米，每年平均降雨量933毫米，2001年人口53,352。

## 外部連結

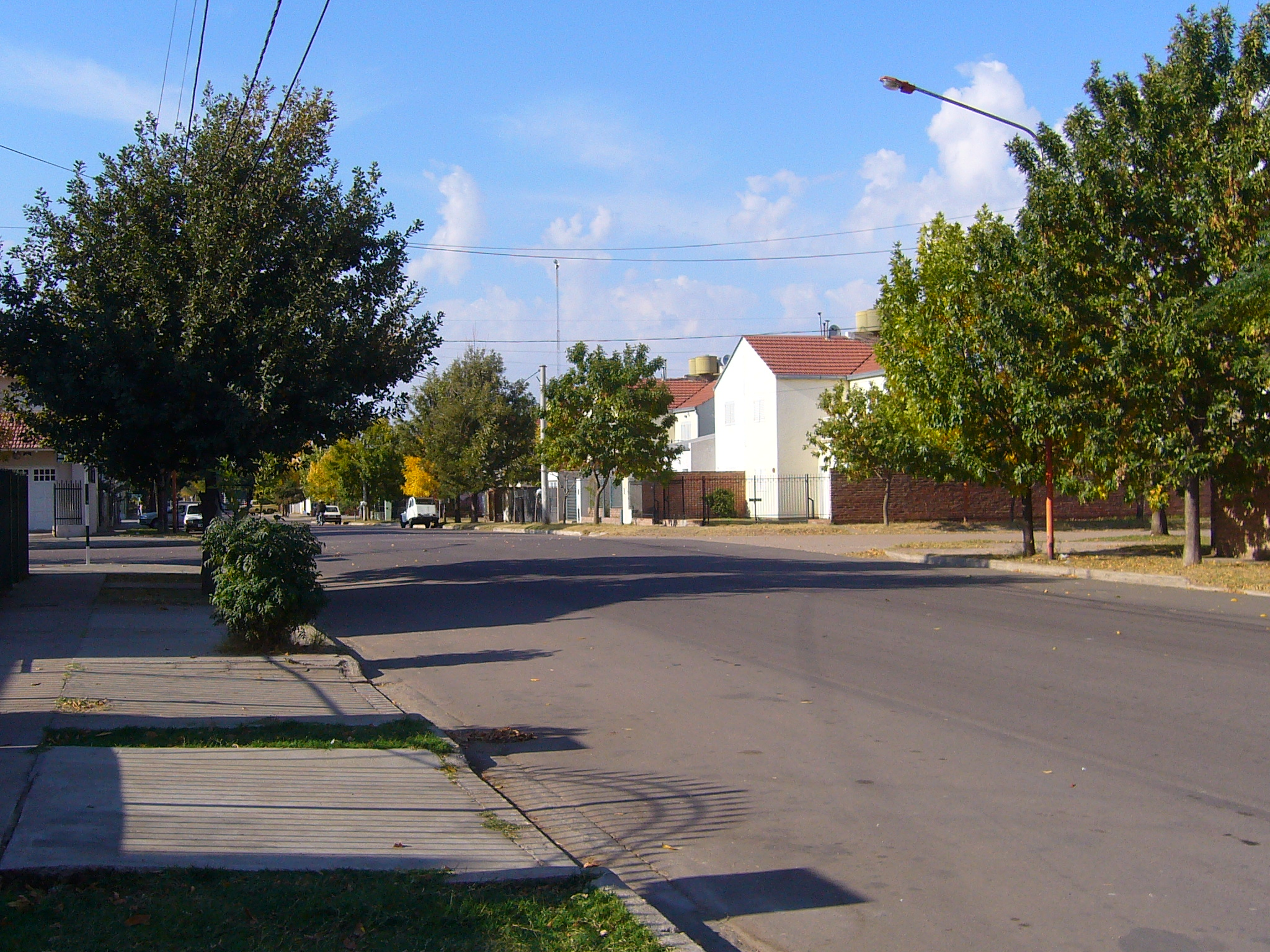
皮科將軍鎮

- Municipality of General Pico （页面存档备份，存于） — Official website.